# Alfonso Cossa
Pour les articles homonymes, voir Cossa.
Alfonso Cossa (né le 3 novembre 1833 à Milan et mort le 23 octobre 1902 à Turin) est un chimiste italien.
Chercheur et professeur de chimie minérale, Alfonso Cossa s'intéresse spécialement à la chimie agricole, de même qu'à la cristallographie et à la pédologie (chimie des sols).

## Biographie
Alfonso Cossa est né en 1833 d'un père, Giuseppe, éminent spécialiste des textes et des écritures anciennes (paléographie, diplomatique) à la Biblioteca di Brera, à Milan. Sa mère se prénomme Maria.
Après une formation classique dans sa ville natale, il poursuit des études de médecine à Pavie (au Collège Borromeo), où il obtient son doctorat en novembre 1857 avec une thèse sur l'histoire de l'électrochimie. Avant même son diplôme, il publie dès l'âge de 23 ans la traduction italienne de deux œuvres fondamentales de chimie appliquée en agriculture : Les principes fondamentaux de la chimie en agriculture... (1855), puis La théorie et la pratique de l'agriculture (1857), œuvres du chimiste allemand Justus von Liebig.
Il entre comme assistant à l'université de Pavie (1861), devient fondateur, professeur et doyen de l'Institut technique de Pavie la même année, puis à Udine (1866). Il est ensuite professeur et directeur de l'École d'agriculture de Portici (1872) et à la Station agricole de Turin (1873 à 1882). Il est professeur à l'École d'application des ingénieurs de Turin en 1882, dont il devient le directeur de 1887 jusqu'à sa mort.